# Noctuocoris fumidus
Noctuocoris fumidus är en insektsart som först beskrevs av Van Duzee 1916.  Noctuocoris fumidus ingår i släktet Noctuocoris och familjen ängsskinnbaggar. Inga underarter finns listade i Catalogue of Life.